# علم الإنسان الجزيئي
علم الإنسان الجزيئي، يُعرف أيضًا باسم علم الإنسان الجيني، هو الدراسة المتعلقة بكيفية مساهمة علم الأحياء الجزيئي في فهم تطور الإنسان. يختبر هذا الفرع من علم الإنسان الروابط التطورية بين المجموعات الإنسانية القديمة والحديثة، بالإضافة إلى الأنواع المعاصرة. بشكل عام، يقارن علم الإنسان الجزيئي بين تسلسلات الدنا أو البروتين؛ استخدمت الدراسات المبكرة مع ذلك علم الأمصال المقارن.
يستطيع العلماء تحديد مدى قرابة العلاقة بين المجموعات السكانية (أو داخلها) من خلال اختبار تسلسلات الدنا بين هذه المجموعات المختلفة. تسمح بعض أوجه التشابه المعينة في التركيب الجيني لباحثي علم الإنسان الجزيئي بتحديد انتماء مجموعات مختلفة من الأفراد إلى نفس المجموعة الفردانية، وبالتالي امتلاكهم لأصل جغرافي مشترك. تبرز أهمية ذلك في تمكين باحثي علم الإنسان الجزيئي من تتبع أنماط الهجرة والاستيطان، ما يقدم بدوره في نظرة هامة على كيفية تشكل المجموعات المعاصرة المختلفة وتطورها بمرور الوقت.
برز دور علم الإنسان الجزيئي شديد الأهمية في تأسيس الشجرة التطورية للإنسان وغيره من الرئيسيات، بما في ذلك الأنواع وثيقة الصلة مثل الشمبانزي والغوريلا. توجد العديد من التشابهات المورفولوجية بين الإنسان والشمبانزي، إذ خلصت بعض الدراسات، على سبيل المثال، إلى تشارك النوعين ما يقارب 98 في المئة من الدنا. مع ذلك، عدلت بعض الدراسات الأحدث نسبة التشارك في الدنا من 98 في المئة إلى 94 في المئة، ما يظهر أن الفجوة الجينية بين النوعين أكبر مما اعتُقد في السابق. تُعتبر هذه المعلومة هامة للغاية في البحث عن سلف مشترك وإيجاد فهم أفضل لكيفية تطور الإنسان.

## لمحة تاريخية

### عصر البروتين
اسُتخدمت تسلسلات البروتين على نطاق واسع في أوائل ستينيات القرن العشرين مع الاكتشاف الحديث للدنا بوصفه المادة الجينية. بدأ تسلسل البروتين مع السيتوكروم «سي» والهيموغلوبين. أوجد جيرارد براونيتزر تسلسلات الهيموغلوبين والميوغلوبين، من بين ما يزيد عن مئات التسلسلات المجموعة من مختلف الأنواع الحيوانية. في عام 1967، بدأ آلان سي ويلسون في الترويج لفكرة «الساعة الجزيئية». بحلول عام 1969، طُبقت فكرة الساعة الجزيئية على تطور أشباه الإنسان ووجد كل من فينسنت ساريش وآلان سي ويلسون امتلاك الألبومين والهيموغلوبين لمعدلات تطور قابلة للمقارنة، إذ أشارت هذه المعدلات إلى انفصال الإنسان والشمبانزي منذ ما يقارب 4 إلى 5 مليون سنة مضت. في عام 1970، عارض لويس ليكي هذا الاستنتاج مجادلًا بعدم صحة معايرة الساعات الجزيئية. في عام 1975، استُخدم تسلسل البروتين مع علم الأمصال المقارن في اقتراح الشمبانزي كأقرب نوع حالي ذو صلة بالإنسان. ظهر فيما بعد أن أحدث سلف مشترك (إل سي إيه) للإنسان والشمبانزي أقدم بكثير من تقديرات ساريش وويلسون، لكنه ليس بالقدم الذي ادعاه ليكي أيضًا. مع ذلك، كانت فكرة ليكي صحيحة عند تفريقه بين قرود العالم القديم والحديث، إذ استخدم ساريش وويلسون قيمة منخفضة التقدير للغاية. يلقي هذا الخطأ في القدرة على التنبؤ الضوء على موضوع شائع.

### عصر الدنا

#### «آر إل إف بّي» وتهجين الدنا
في عام 1979، بدأ دبليو إم. براون وويلسون البحث في تطور الدنا الميتوكوندري لدى الحيوانات، وخلصوا إلى تطور هذه الحيوانات بشكل متسارع. تتمثل التقنية المستخدمة في تعدد أطوال جزء الحصر (آر إف إل بّي)، الذي كان أقل تكلفة آنذاك من أيجاد التسلسلات. في عام 1980، أدرك دبليو إم. براون أثناء بحثه في الاختلاف النسبي بين الإنسان والأنواع الأخرى، وجود انقباض (180 ألف عام) في تطور الإنسان. بعد عام، درس بروان وويلسون أجزاء «آر إف إل بّي» واستنتجا توسع مجموعة البشر السكانية بشكل أحدث من مجموعات القردة المتطورة الأخرى. في عام 1984، أمكن إيجاد أول تسلسل دنا من حيوان منقرض. طبق سيبلي وألكويست تقنية تهجين الدنا مع دنا على شجرة تطور سلالات أشباه الإنسان، إذ وجدا حدوث انفصال إنسان/شمبانزي أقرب من انفصال غوريلا/شمبانزي أو غوريلا/إنسان، ما يمثل أحد الادعاءات المثيرة للجدل للغاية. مع ذلك استطاعا في عام 1987 دعم ادعائهما هذا. في عام 1987، اقترح كل من كان وستونكينغ وويلسون تطور الإنسان من تضيق عائد إلى أنثى واحدة في مجموعة سكانية صغيرة من 10 آلاف فرد تقريبًا في إفريقيا منذ 200 ألف سنة مضت، من خلال تحليل «آر إف إل بّي» للدنا الميتوكوندري لدى الإنسان.

#### عصر «بّي سي آر»
في عام 1987، استُخدم تضخيم الدنا الميتوكوندري عبر «بّي سي آر» لأول مرة في تحديد التسلسلات. في عام 1991، نشر فيغيلانتي وآخرون عملهم البارز حول تطور سلالات الدنا الميتوكوندري الذي حدد إفريقيا جنوب الصحراء الكبرى باعتبارها موطن أحدث أسلاف الإنسان المشتركة لجميع عينات الدنا الميتوكوندري. تصاعدت الحرب بين أنصار فرضية «الخروج من إفريقيا» مقابل مؤيدي التعددية الإقليمية، التي اشتعلت في السابق بسبب انتقادات آلان تيمبلتون، مع انخراط عالم مستحاثات الإنسان ميلفورد ولبوف. في عام 1995، نشر إف. أيالا مقاله العلمي النقدي «أسطورة حواء»، التي اعتمدت على تسلسلات «إتش إل إيه- دي آر». مع ذلك، لم يكن أيالا على دراية بالتطور المتسارع للمواقع الكروموسومية على «إتش إل إيه» عبر عملية إعادة التركيب في ذلك الوقت. في عام 1996، نشر بارام وأوتا استنتاجاتهما حول تطور «إتش إل إيه» المتسارع بواسطة إعادة التركيب قصيرة المدى («الانقلاب الجيني» أو «إعادة التركيب الناقص»)، ما يضعف ادعاء أيالا (كتب بارام في الحقيقة مراجعة في العام السابق، إلا أنها لم تحظ بالاهتمام). لحق ذلك عدد كبير من الأوراق المنشورة من كلا الجانبين، التي شملت الكثير من وسائل الدراسة وجمع العينات المعيبة. تتمثل إحدى أكثر هذه الأوراق إثارة للاهتمام في عمل هاريس وهاي لعام 1998، الذي أظهر وجود «تي إم سي آر إيه» (زمن السلف المشترك الأحدث) لجين «بّي دي إتش إيه 1» في إطار مليون سنة. نظرًا إلى إعطاء صيغة صبغية للموقع من 1.5 لهذا الموقع الكروموسومي (أعلى بثلاثة أضعاف من الدنا الميتوكوندري)، تجاوز «تي إم سي آر إيه» القيمة المتوقعة بمقدار الضعف. يقع هذا في «منحنى تثبيت» بالغ 1.5 للصيغة الصبغية (بمتوسط 2 أنثى و1 ذكر)، إذ يقترب العمر المقترح 1.8 من قيمة «بّي» منحرفة بشكل كبير بالنسبة لحجم المجموعة السكانية، ما قد يشير إلى تقلص أعداد المجموعة البشرية أو انقسامها مع مجموعة سكانية أخرى. أظهر العامل التاسع على الرغم من ذلك «تي إم سي آر إيه» أقل من 300 ألف سنة عند اختبار الموقع الكروموسومي التالي المرتبط بالصبغي «إكس».

#### الدنا القديم
اختُبرت تسلسلات الدنا القديمة على نطاق محدود حتى أواخر تسعينيات القرن العشرين عندما صدم مساعدو ماكس بلانك مجتمع علم الإنسان الجزيئي بإيجادهم تسلسلات دنا النياندرتال العائدة إلى 40 ألف عام مضى. أظهرت نتائج هذه التجربة تفرع النياندرتال من البشر منذ أكثر من 300 ألف سنة قبل وصول المجموعة الفردانية «إتش» (سي آر إس)، التي اشتُقت منها الاختلافات الملاحظة بين الأوروبيين، إلى أوروبا. بينما استمرت أبحاث الدنا الميتوكوندري وغيرها من الدراسات في دعم فكرة الأصل الإفريقي الحديث الفريد، استطاعت هذه الدراسة الحديثة الرد على الناقدين من الجانب المتعلق بالنياندرتال.